# Nádasdi János (sportvezető)
Nádasdi János (Budapest, 1937. március 2. – Budapest, 2022. február 22.) magyar gépészmérnök, sportvezető és motorsport-szakértő. Az ő kezdeményezésére és irányításával épült meg a Hungaroring, és jött létre Magyarország első Formula–1‑es nagydíja.

## Élete és pályafutása

### Korai évek
Gépészmérnöki tanulmányai után érdeklődése a technikai sportok felé fordult. Már fiatalon vonzódott a repüéshez, amelyet hobbiként űzött; későbbi feleségével is ebben a repülőklubban ismerkedett meg. Bár a repüléssel versenyszerűen nem foglalkozott, ez a szenvedélye is hozzájárult ahhoz, hogy később az autó és motorsport területén aktív szerepet vállaljon. [forrás?]

### Motorsport-szervező és vezető
1970-ben csatlakozott a Volán SC autós szakosztályához. 1973-ban a Magyar Motorsport Szövetség (MMSZ/MAMSZ) elnökségi tagja és a salakmotor szakág vezetője lett. 1978-ban FIM-versenybírói címet szerzett, és 1982‑től tagja, majd alelnöke lett a FIM Pályaverseny Bizottságnak (CCP), 2002-ig.

### Vezetéstechnikai Centrum fejlesztése
Nádasdi János jelentős szerepet vállalt a mogyoródi Vezetéstechnikai Centrum tervezésében és létrehozásában, majd hét évig a cég ügyvezetőjeként irányította a közlekedésbiztonsági és autósport-képzések központját. Munkássága révén a centrum a magyarországi autósport és vezetéstechnikai oktatás meghatározó helyszínévé vált, hozzájárulva a közlekedésbiztonság javításához és a szakmai fejlődéshez. 

### A Hungaroring létrejötte
1983 szeptemberében tárgyalásokat kezdeményezett Rohonyi Tamással és Hámori Tamással együtt Bernie Ecclestone-nál a magyar F1‑es nagydíj ügyében. 1986 és 2005 között vezette a szervezőbizottságot Magyar Nagydíj lebonyolításában is.
2006. decemberében Lamperth Mónika, sportért felelős önkormányzati és területfejlesztési miniszter miniszteri elismerő oklevélben részesítette Nádasdi Jánost a Hungaroring fennállásának 20. évfordulója alkalmából, az autósportért végzett kiemelkedő munkája elismeréseként.

### Egyéb tevékenységek
1983–1996 között a MAMSZ főtitkára volt, majd az önálló szövetség létrejötte után 1996–1998 között annak vezetője is. 1998–2004 között sportszervezési alelnökként tevékenykedett. 1999‑től a FIM biztonsági csoportját vezette, 2011-ben pedig a salakmotor szakág tiszteletbeli alelnökévé választották.

## Kitüntetései és elismerései
- MAMS Aranykoszorús Versenybírói licenc (2017) [forrás?]
- Különdíj a közgyűlésen (2020) [forrás?]
- Többszörös állami és sportszakmai kitüntetés (2006) [6]

## Halála és emlékezete
2022. február 22-én hunyt el, nyolc nappal 85. születésnapja előtt. A MAMSZ és a Hungaroring Zrt. saját halottjának tekintették, és megemlékezést tettek közzé tiszteletére.